# Эйегон II Таргариен
Эйегон II Таргариен — персонаж вымышленного мира, изображённого в серии книг «Песнь Льда и Огня» Джорджа Мартина, шестой король Вестероса из валирийской династии Таргариенов, который воевал со своей единокровной сестрой Рейенирой за престол в ходе Пляски Драконов. Один из героев книги «Пламя и кровь» и телесериала «Дом Дракона».

## Биография
Согласно Мартину, Эйегон II принадлежал к королевской династии Таргариенов, которая правила в Вестеросе. Он был старшим сыном короля Визериса I и его второй жены Алисент Хайтауэр. В первом браке у Визериса родилась дочь Рейенира, которую он провозгласил наследницей престола. У Таргариенов было принято передавать власть по мужской линии, так что многие начали видеть в Эйегоне будущего короля, но Визерис не стал пересматривать завещание. Постепенно придворные разделились на две партии — «зелёных» (сторонников Алисент и её детей) и «чёрных» (сторонников Рейениры).
Когда Визерис умер из-за болезни, королева Алисента и лорд-командующий Королевской гвардии Кристон Коль провозгласили королём Эйегона. В ответ на это Рейенира на Драконьем Камне организовала собственную коронацию. Началась война, получившая название Пляска Драконов, так как обе стороны использовали драконов в сражениях. Вскоре Эйегон потерял своего первенца Джейхейриса, убитого агентами «чёрных». В битве у Грачиного Приюта он убил жену лорда Дрифтмарка Корлиса Велариона Рейенис, но сам был тяжело ранен, получив при этом страшные ожоги. Позже Рейенире удалось занять столицу. Эйегон бежал на Драконий Камень и овладел этой крепостью, но серьёзно пострадал в поединке с Бейлой Таргариен, причём его ноги парализовало. Из-за бунта в Королевской Гавани Рейенира бежала на Драконий Камень. Эйегон взял её в плен и отдал на растерзание своему дракону, после чего снова установил контроль над столицей. Мир после этого не наступил: «чёрные» продолжали сражаться, отстаивая права сына Рейениры, Эйегона Младшего, находившегося в плену. 
Корлис умолял короля выдать его единственную дочь Джейхейру за Эйегона Младшего, но тот пожелал, чтобы род его сестры прекратился навсегда. Вскоре Эйегона II отравили его же соратники. Новым королём стал сын Рейениры, и в самом начале его правления все виновные в убийстве Эйегона II лорды были осуждены.
Эйегон стал одним из персонажей книг Джорджа Мартина «Мир льда и пламени» и «Пламя и кровь», написанных в формате псевдохроники. Его коронацию изобразил на своём рисунке художник-иллюстратор Даг Уитли. Эйегон является героем телесериала «Дом Дракона» (2022), где его сыграли Тай Теннант (в юности) и Том Глинн-Карни. Он появляется в третьей серии, «Второй своего имени».

## Оценки персонажа
Специалисты считают историческим прототипом Таргариенов датских викингов, завоевавших в IX веке существенную часть Англии. Образ Эйегона может быть отчасти основан на биографии английского короля Стефана, боровшегося за престол с Матильдой, которой завещал власть её отец. В «Доме Дракона» Эйегон показан, по словам одного из рецензентов, как «слабохарактерный трус и пьяница».